# Oddział Wydzielony „Starogard”
Oddział Wydzielony „Starogard” – oddział wydzielony Wojska Polskiego II Rzeczypospolitej walczący w kampanii wrześniowej 1939.

## Formowanie i zadania
Na zapleczu Grupy Operacyjnej „Czersk", od wschodu ze strony Prus Wschodnich, zdecydowano się na utworzenie trzech oddziałów wydzielonych. Ich zadaniem było osłonić koncentrację części Korpusu Interwencyjnego. Jednym z nich był OW „Starogard”, podporządkowany bezpośrednio dowódcy Armii „Pomorze". Jego dowódcą był ppłk Józef Trepto – dowódca 2 pułku szwoleżerów. W razie dojścia do skutku interwencji gdańskiej, oddział miał wejść w skład Korpusu Interwencyjnego, a w razie wielkoskalowego konfliktu z Niemcami, po wykonaniu zadania przez 2 batalion strzelców, Oddział miał się wycofać w kierunku na Osie i dalej prowadzić działania opóźniające na południe. W tym przypadku miał wejść w podporządkowanie Grupy Osłony „Czersk”.

## Działania oddziału wydzielonego

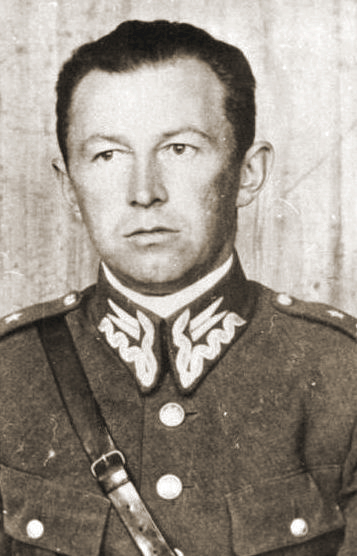
Ppłk Józef Trepto

W nocy z 31 sierpnia na 1 września OW „Starogard" przyjął następujące ugrupowanie:
- elementy Straży Granicznej rozmieszczone były w Skarszewach;
- 2 szwadron 2 pułku szwoleżerów, wzmocniony dwoma ckm i jednym działkiem przeciwpancernym, zajął stanowiska obronne w rejonie Szpęgawska; zamykał szosę Starogard – Tczew;
- 3 szwadron, wzmocniony dwoma ckm i jednym działkiem ppanc, w rejonie Linowca zamykał szosę Starogard – Godziszewo – Gdańsk;
- szwadron kolarzy, wzmocniony dwoma działkami ppanc, zajmował stanowiska obronne powyżej rozwidlenia szosy ze Starogardu w kierunku miejscowości Bączek i Skarszewy;
- odwód OW i stanowisko dowodzenia rozlokowane były w Starogardzie[3].

### Walki oddziału wydzielonego
W nocy z 31 sierpnia na 1 września przed frontem obrony OW „Starogard” znajdowały się drobne grupy policji oraz SS i SA, które miały za zadanie zepchnąć polską Straż Graniczną w rejonie Godziszewa i Skarszew, a następnie zająć te miejscowości.

Około 5.00 1 września niemiecki samolot przeprowadzał rozpoznanie rejonu Starogardu. Do 10.00 OW „Starogard” nie miał kontaktu bojowego z nieprzyjacielem naziemnym. Jeszcze przed południem nad Starogardem operowały kolejne trzy samoloty niemieckie, ale nie bombardowały miasta. Polski ogień przeciwlotniczy był nieskuteczny.
W tym czasie, w rejonie Tczewa, trwały intensywne walki. Po wysadzeniu mostów na Wiśle, walczący w rejonie Tczewa 2 batalion strzelców ppłk. Stanisława Janika został podporządkowany dowódcy 2 pułku szwoleżerów. Około 17.00 dowódca 2 bs otrzymał rozkaz, by o zmroku opuścić Tczew i wycofać się na Swarożyn – Starogard. Początek wycofania został określony na 18.00.
Wieczorem dowódca Armii „Pomorze” podjął decyzję o wycofaniu swoich wojsk z kierunku północnego. Około 23.00 został wydany rozkaz dla GO „Czersk”. Miała ona opuścić dotychczasowe pozycje i przejść na linię Jezior Cekcyńskich. Ten sam rozkaz podporządkowywał OW „Stargard” dowódcy GO „Czersk”. Dowódca GO „Czersk", gen. Stanisław Grzmot-Skotnicki, w swoim rozkazie nakazał dowódcy OW „Starogard" przejść marszem ubezpieczonym w rejon Wierzchucina.
Wychodzący z walki w rejonie Tczewa 2 batalion strzelców pomaszerował przez Czarlin – Swarożyn do Starogardu i późną nocą przybył w rejon rozmieszczenia 2 pułku szwoleżerów. Tu uporządkowano pododdziały i nakarmiono żołnierzy. Kolejny rozkaz nakazywał mu maszerować dalej przez Pączewo – Skórcz do Osia. Natomiast 2 pułk szwoleżerów dostał rozkaz opuszczenia rejonu Starogardu 2 września w godzinach rannych, po uprzednim wykonaniu nakazanych zniszczeń.
Wymarsz 2 bs nastąpił około 2.00, a rano batalion osiągnął Pączewo. Tu ppłk Stanisław Janik zarządził odpoczynek. Żołnierze byli przemęczeni, a straty marszowe były znaczne. Po czterogodzinnym odpoczynku i nakarmieniu żołnierzy kontynuowano marsz. W drodze strzelcy kilkakrotnie byli atakowani przez lotnictwo niemieckie. Wieczorem osiągnięto Osie.

2 pułk szwoleżerów opuścił rejon Starogardu dopiero około 6.00. Maszerował przez Lubichowo – Bukowiec. W godzinach popołudniowych pułk wyprzedził 2 batalion strzelców. W czasie marszu był trzykrotnie bombardowany. Między 19.00 a 20.00 pułk osiągnął Sierosław i tu pozostał na noc.
W dalszych działaniach  2 bs miał się przeprawić przez Wisłę w rejonie Świecia i przejść do Torunia. Miał też wyjść z podporzadkowania 2 pułku szwoleżerów, a obie jednostki tworzące OW „Starogard” działały od tej pory samodzielnie.

## Struktura organizacyjna
Sierpień 1939:
- dowództwo oddziału wydzielonego
- 2 pułk Szwoleżerów Rokitniańskich[b]
- załogi placówek i komisariatu Straży Granicznej w Skarszewach
- pluton wzmocnienia Straży Granicznej